# Абдулла Аль-Маюф
Абдулла Аль-Маюф (араб. عبد الله المعيوف, нар. 23 січня 1987) — саудівський футболіст, воротар клубу «Аль-Гіляль».
Виступав, зокрема, за клуби «Аль-Гіляль» та «Аль-Аглі», а також національну збірну Саудівської Аравії.

## Клубна кар'єра
Народився 23 січня 1987 року. Вихованець футбольної школи клубу «Аль-Гіляль». Дорослу футбольну кар'єру розпочав 2006 року в основній команді того ж клубу, в якій провів один сезон, взявши участь у 0 матчах чемпіонату.
Своєю грою за цю команду привернув увагу представників тренерського штабу клубу «Аль-Аглі», до складу якого приєднався 2007 року. Відіграв за саудівську команду наступні дев'ять сезонів своєї ігрової кар'єри.
До складу клубу «Аль-Гіляль» приєднався 2016 року. Станом на 2 червня 2018 року відіграв за саудівську команду 39 матчів в національному чемпіонаті.
5 лютого 2020 року у грі проти клубу «Ар-Раїд» Абдулла аль-Майюф в кінці гри спочатку відбив пенальті, не давши сопернику зрівняти рахунок, а потім реалізував пенальті встановивши кінцевий результат 3:1.

## Виступи за збірну
У 2017 році дебютував в офіційних матчах у складі національної збірної Саудівської Аравії.
У складі збірної — учасник чемпіонату світу 2018 року у Росії.

## Титули і досягнення
- Чемпіон Саудівської Аравії (6): 2015-16, 2016-17, 2017-18, 2019-20, 2020-21, 2021-22
- Володар Королівського кубка Саудівської Аравії (6): 2011, 2012, 2015-16, 2016-17, 2019-20, 2022-23
- Володар Кубка наслідного принца Саудівської Аравії (1): 2014-15
- Володар Суперкубка Саудівської Аравії (2): 2018, 2021
- Переможець Ліги чемпіонів АФК (2): 2019, 2021
- Володар Клубного кубка чемпіонів Перської затоки (1): 2008